# Uhldingen-Mühlhofen

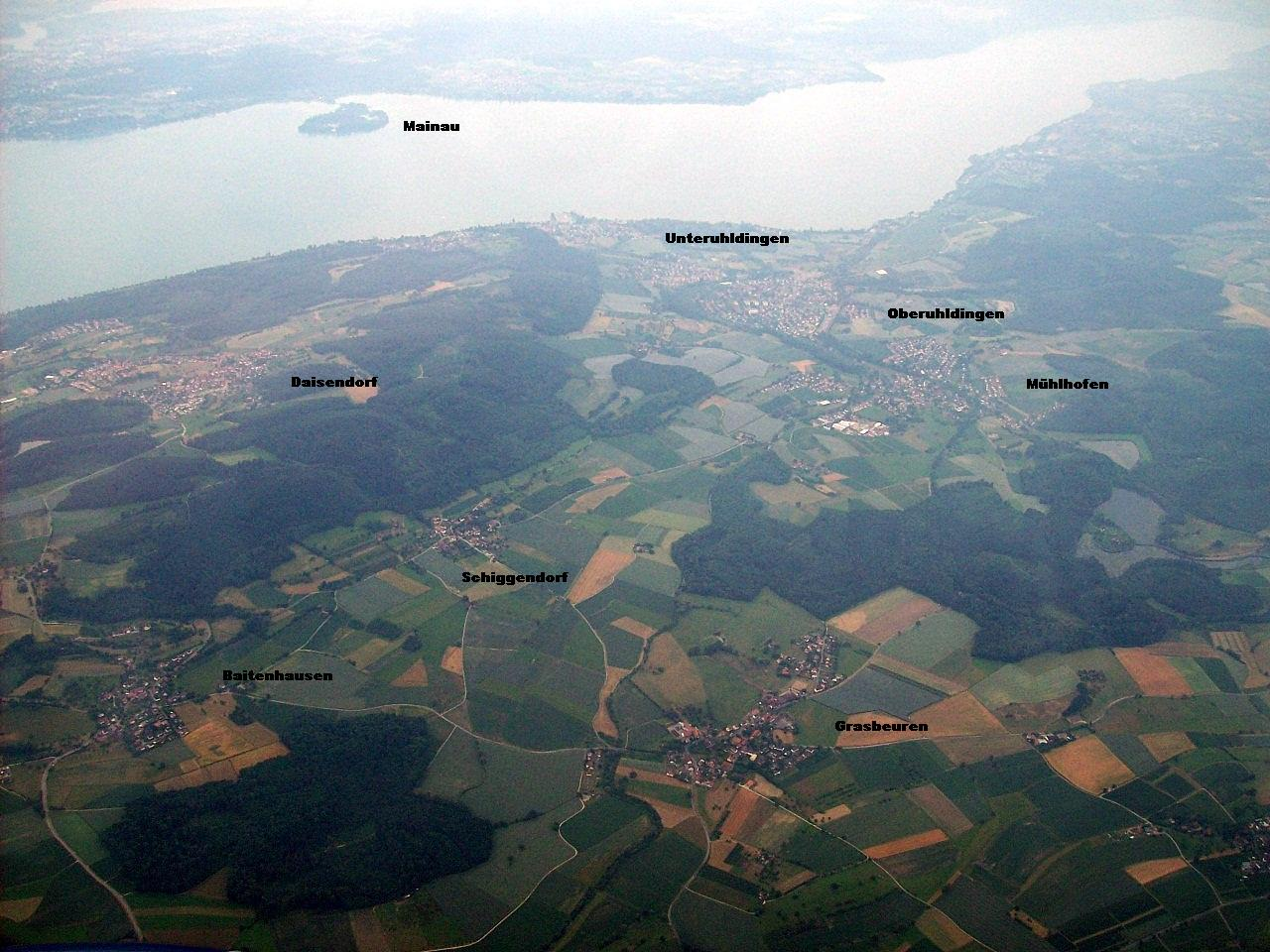
Vista aérea do município com a ilha Mainau ao fundo

Uhldingen-Mühlhofen é um município da Alemanha, no distrito do Lago de Constança, na região administrativa de Tubinga, estado de Baden-Württemberg.